# Philippe Laliame
Philippe Laliame (? 1579 - ? 1628) est un sculpteur et graveur ayant œuvré à Lyon. 

## Biographie
On sait peu de choses de Philippe Laliame, qui n'apparait que dans quelques contrats liés à son activité. On le retrouve orthographié également Philibert, Lalyame ou Lalyance. Dans les actes de baptême de deux de ses enfants, le 12 mars 1603 et le 22 mai 1626, il est qualifié respectivement d'« architecteur » et de « maistre sculpteur ».

### Comme sculpteur
Actif à Lyon entre 1599 et 1628, il réalisa des statues de Saint Jean et Saint Étienne pour la cathédrale Saint-Jean vers 1600. Il réalisé ensuite des hauts-reliefs et des éléments décoratifs pour l'hôtel de ville, ainsi que pour le collège de la Trinité. 
En 1609, il construisit la clôture du chœur de l'église Saint-Nizier. 
En 1622, les chanoines-comtes l'engagèrent pour créer plusieurs statues pour l'arc de triomphe édifier en l'honneur de Louis XIII et Anne d'Autriche, à l'occasion de leur entrée solennelle dans la cité. Il orna également la place du Change de statues en plâtre de la Justice et de la Piété. 

### Autres informations
On connaît quelques médailles de lui. 
Il existait à son époque sur Lyon un Louis Laliame sans que l'on connaisse le lien de parenté éventuel entre les deux. Ce dernier est attesté à Lyon entre 1622 et 1664. Il était sculpteur et graveur, réalisant notamment la première pierre de l'hôtel de ville de la place des Terreaux, et pour qui le consulat crée la poste officiel de « graveur ordinaire de la ville de Lyon » en 1648.